# Cynedesmus ornamentatus
Cynedesmus ornamentatus är en mångfotingart som först beskrevs av Karsch 1880.  Cynedesmus ornamentatus ingår i släktet Cynedesmus och familjen fingerdubbelfotingar. Inga underarter finns listade i Catalogue of Life.